# 현송월
현송월(玄松月, 1977년~)은 조선민주주의인민공화국의 음악인, 정치인이다. 현송월은 왕재산경음악단, 보천보전자악단 등의 공연 무대에서 1995년 무렵부터 2000년대 중반까지 가수로 활약하였다.
현송월의 나이는 그 동안 1972년생 혹은 1983년생이라는 잘못된 정보가 있었으나, 2018년 1월 31일 국가정보원 국회 정보위 보고에서 1977년 평양 출생으로 밝혔다. 이는 2018년 1월 21일 평창 동계올림픽 북측 예술단 사전점검단의 남측 출입사무소(CIQ, Customs Immigration Quarantine services) 통과시 확인한 현송월의 신분증 정보에 기반하였다고 한다.
현송월은 2012년 7월 첫 공연을 가진 모란봉악단 단장이었으며 또한 2017년 12월 모란봉악단의 지방순회공연에서 함께 버스를 타고 이동하는 모습이 조선중앙TV의 뉴스에서 목격되었다. 2018년 1월 삼지연관현악단 단장이라는 새로운 직함으로 평창 동계올림픽 북측 예술단 파견을 위한 실무접촉에 북측 대표로 참여하였다. 이어서 2018년 2월 북측 예술단 삼지연관현악단을 이끌고 방남하였으며, 2018년 4월 남측 예술단의 평양 공연에서도 삼지연관현악단 단장으로 모습을 드러냈다.
또한 2018년 4월 6일 김정은 위원장이 삼지연관현악단에 '은정어린 선물 악기들'을 보내준 전달식에도 현송월은 삼지연관현악단장으로 참석하여 삼지연관현악단장이 임시적 자리가 아니라는 것을 보여주었다. 그러나 현송월이 2018년 4월 기준 모란봉악단의 단장까지 겸임하는지 확인되지 않았다. 2024년 12월 기준 서방 요원과 접촉하고, 김정은 반대 활동으로 체포되었다는 주장이 있다.

## 음악적 경력
현송월은 1995년 왕재산경음악단 무대에서 〈장군님과 해병들〉 노래를 불러서 크게 알려지게 되었는데, 이후 〈언제나 함께 계셨네〉(1995년), 〈축포〉(1995년), 〈해군들 군항으로 돌아온다〉(1998년) 등의 노래를 불렀으며, 보천보전자악단 공연에서의 〈준마처녀〉(1999년)는 현송월의 대표곡으로 남아있다. 또한 〈평양을 나는 사랑해〉(2001년), 〈병사의 발자욱〉, 〈그 동문 제대 군인 처녀랍니다〉(2002년), 〈미래가 아름다워〉(2006년), 〈휘파람 총각〉(2006년) 등의 노래를 불렀다.
현송월은 3장의 독집 앨범이 있는 것으로 알려지고 있는데, 보천보전자악단 앨범 제112집이 현송월 독창곡집 Vol 1, 보천보전자악단 앨범 제137집이 현송월 독창곡집 Vol 2, 보천보전자악단 앨범 제138집이 현송월 독창곡집 Vol 3이다. 현송월 독창곡집 Vol 2, Vol 3는 2002년에 발매된 것으로 음반 데이터베이스 사이트인 뮤직브레인즈(MusicBrainz)에 등록되어 있다. 한편 대한민국 통일부 자료에 의한다면, 1997년 평양 광명음악사에서 나온 왕재산경음악 제27집 카세트 테이프에 현송월의 〈그이만을 생각하네〉가 수록되어 있기도 하다.
현송월은 2012년 3월 8일 은하수관현악단의 3·8국제부녀절 축하공연인 '여성은 꽃이라네' 음악회 무대에 올라 〈준마처녀〉를 부르기도 하였다. 당시 현송월은 객석에 있다가 사회자가 즉석에서 무대에 오를 것을 요구하자 '출산을 앞두고 있다'는 귓속말을 하며 처음에는 거부했으나 사회자의 계속되는 요구에 못 이긴 척 하면서 자신의 대표곡인 〈준마처녀〉를 불렀다. 현송월이 공개적인 공연무대에 오른 것은 6년 만이라고 하는데 현송월이 해산을 앞두고 있다는 사회자의 소개는 다음 날 《노동신문》에까지 보도되었다.

## 처형 루머
2013년 8월 29일 《조선일보》는 현송월이 음란물 제작 혐의로 총살되었다고 단독 보도하였다. 그러나 2014년 5월 제9차 전국예술인대회의 공개 석상에 현송월이 나타나면서 현송월이 총살되었다는 보도는 사실이 아닌 것으로 확인이 되었다.

## 모란봉악단장으로 등장

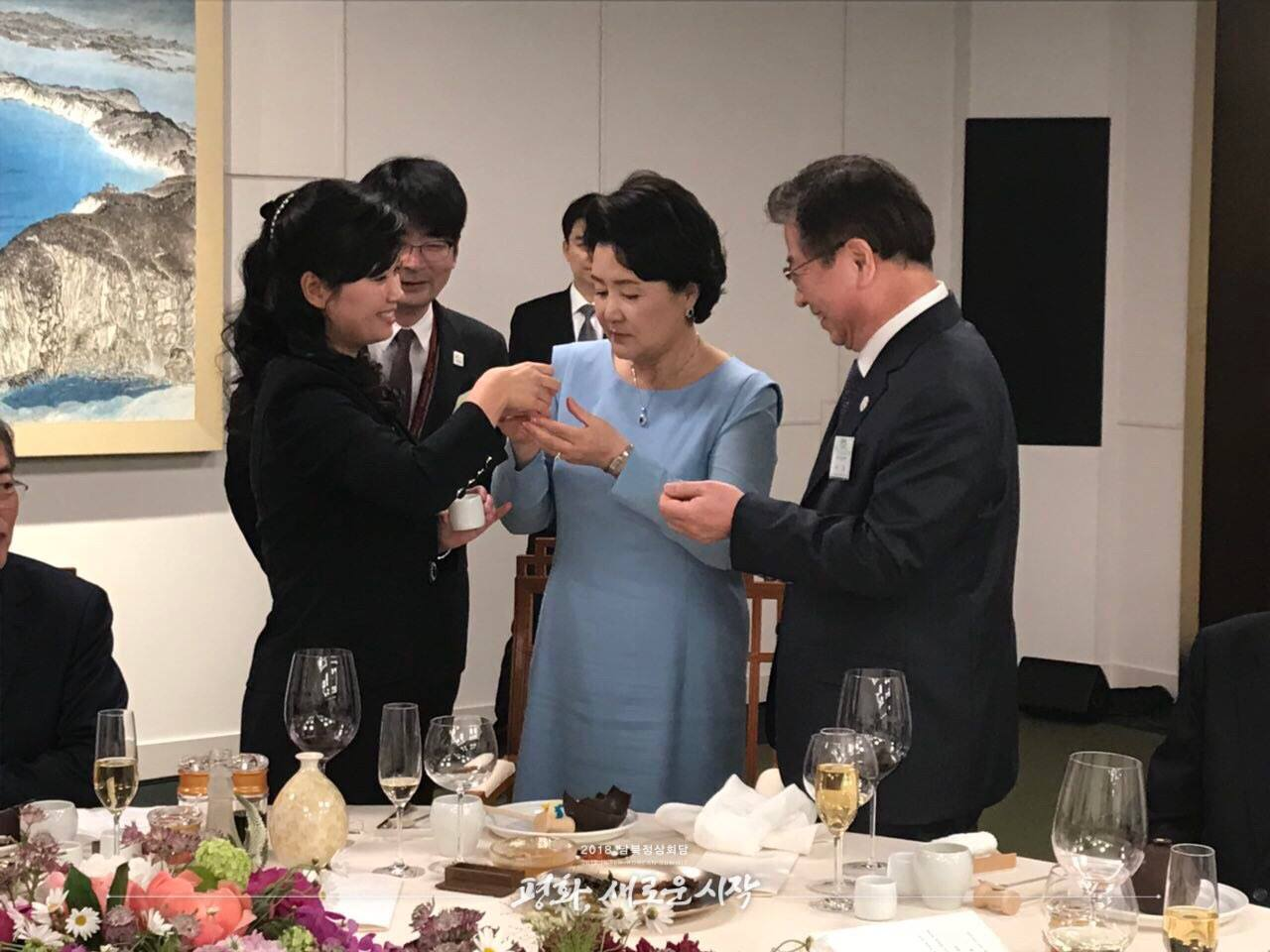
2018년 4월 27일 판문점 평화의 집에서의 남북정상회담 공식 만찬에서 대통령 영부인 김정숙 여사와 대화를 나누는 현송월

2014년 5월 현송월은 육군 대좌의 계급장을 달고 모란봉악단의 단장 자격으로 제9차 전국예술인대회의 토론자로 나섰는데 이때 처음으로 현송월이 모란봉악단장이라는 사실이 알려졌다. 또한 2015년 12월 현송월은 모란봉악단을 인솔하고 조선인민군공훈국가합창단과 합동으로 중국 친선 공연을 위해 중국 베이징에 도착하였으나 리허설 후 공연은 취소되고 현송월과 모란봉악단은 돌연 항공편으로 귀국하였다.
현송월은 2017년 10월 7일 열린 조선노동당 제7기 2차 전원회의에서 당 중앙위원회 후보위원에 진입했는데, 가수 출신이 조선로동당 핵심 보직에 임명된 전례가 없고 현송월 나이가 40대라는 점에서 파격적인 발탁으로 보는 시각이 있었다.

## 삼지연관현악단장

### 북측 예술단 파견 회의 북측 대표로 참여
2018년 1월 15일 판문점 북측 통일각에서 열린 평창 동계올림픽 예술단 파견을 위한 실무접촉에서 현송월은 삼지연관현악단장이라는 직함으로 북측 대표로 참석하였는데, 현송월은 남측 대표단을 맞이할 때 북측 회담 단장인 권혁봉 문화성 예술공연 운영국장 옆에 서 있었고 또한 전체회의에서는 보통 차석대표 자리인 권 국장의 오른쪽 자리를 차지하여 강화된 위상을 보여주었다.

### 북측 예술단 사전 점검단장으로 방남

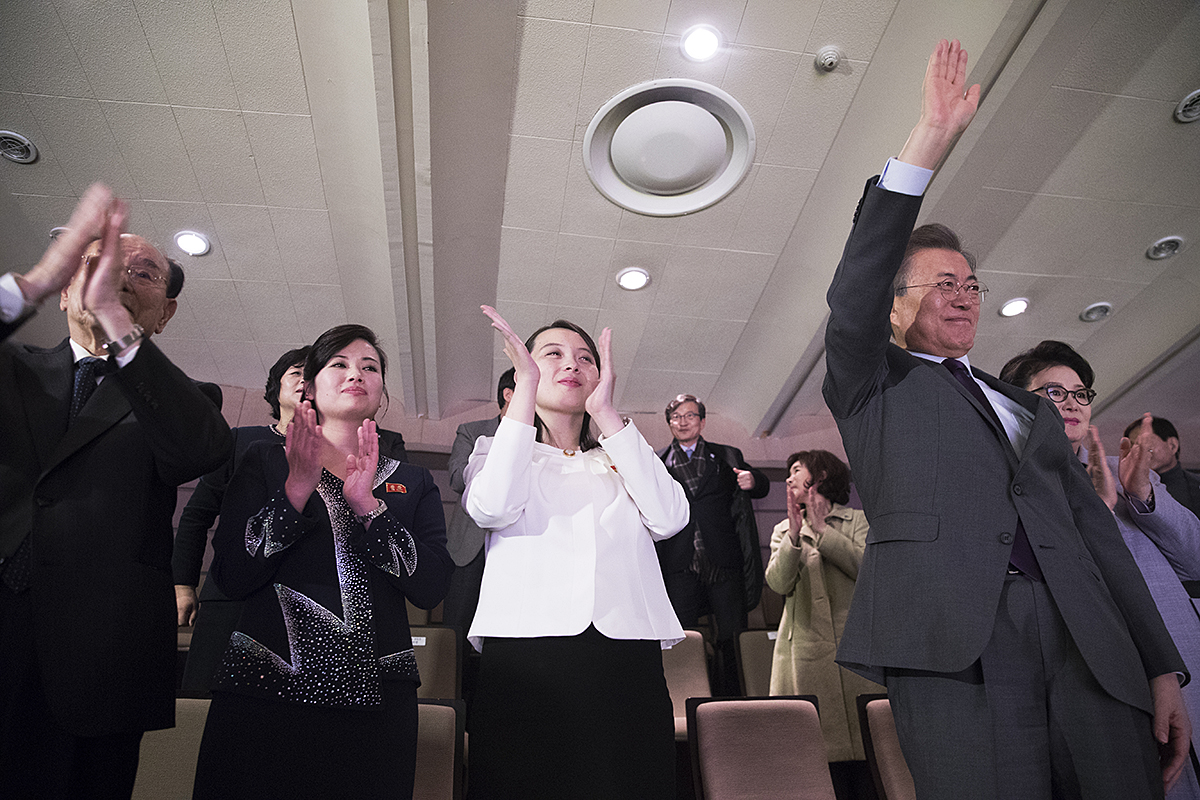
2018년 2월 11일 서울 국립극장 삼지연관현악단 공연에서의 문재인 대통령 내외와 김영남,현송월 그리고 김여정

2018년 1월 21일 현송월은 2018년 평창 동계 올림픽 예술 공연을 위한 북측 예술단 사전 점검단을 이끌고 2007년 노무현 대통령의 역사적 방북길인 경의선 육로를 통하여 방남하였는데 서울역에서 경강선 KTX를 타고 강릉역에 도착하였다. 이후 황영조체육관과 강릉아트센터 등 공연장 후보지를 답사하였으며 남북 교류 해빙의 상징 인물로 다음 검색어 1위에 오르기도 했다. 대한민국의 언론은 현송월의 서울역 KTX 탑승과 강릉역 도착을 생중계하는 등 큰 관심을 보였다. 1월 22일 현송월은 서울로 이동하여 공연장 후보로 거론되었던 잠실학생체육관, 장충체육관 그리고 국립극장을 둘러보았다. 방남 기간 중에 "마스크를 끼고 있는 사람들이 왜 이렇게 많으냐"고 물었던 현송월은 "민족의 이름으로 방문을 환영합니다"라고 환영인사를 하는 사람에게 미소를 보이기도 하였다.

### 평창올림픽북측 예술단 공연
2018년 2월 6일 현송월은 140여 명 규모의 북측 예술단 삼지연관현악단을 이끌고 화물여객선 만경봉92호 편으로 바닷길을 통하여 강원도 묵호항에 도착하였다. 2월 8일 강원도 강릉시 강릉아트센터 사임당 홀에서 평창 동계올림픽·패럴림픽 성공 기원 삼지연관현악단 특별공연이라는 이름으로 첫 무대를 선보였으며, 2월 11일 서울 국립극장 해오름극장에서 두 번째 공연을 하였는데 이 날 공연은 문재인 대통령 내외와 김정은 위원장의 특사 자격으로 방남한 김여정 노동당 중앙위 제1부부장 그리고 김영남 최고인민회의 상임위원장을 비롯한 평창 동계올림픽 북측 고위급 대표단 일행 등이 함께 관람하였다. 현송월 삼지연관현악단 단장이 이끄는 북측 예술단은 2월 12일 경의선 육로를 통하여 북측으로 돌아갔다.

## 같이 보기
- 북한 언론 보도
- 조선민주주의인민공화국의 음악가 목록